# Trouble (песня Пинк)
«Trouble» (рус. Проблема) — это поп-рок песня, записанная Pink для её третьего студийного альбома Try This (2003). Она была написана Тимом Армстронгом и Pink с выдающимся гитарным риффом. Песня была выпущена первым синглом с альбома в конце 2003 и имела средний успех, достигнув 2 строки в Canadian Singles Chart 29 ноября 2003. В других местах она имела меньший успех, а в США она не стала хитом. Песня выиграла Грэмми за «Лучшее женское вокальное рок-исполнение» в 2004 году.
Песня участвовала в фильме Белые цыпочки (2004), Дневники принцессы 2: Как стать королевой (2004), Мисс Конгениальность 2: Прекрасна и опасна (2005), Элвин и бурундуки 3 (2011). Помимо этого песня Trouble была использована в рекламном ролике фильма Рапунцель: Запутанная история (2010).

## Клип
Клип для песни снят в стиле вестерна. В нём Pink едет на лошади в маленький город под названием Шарктаун. После того, как она увидела, что несколько лошадей связаны, она начинает уличную драку с мужчинами, стоящими рядом. Потом она входит в бар и заказывает выпивку. Бармен смотрит на шерифа (Джереми Реннер), который следил за Pink с того времени, как она приехала. Когда шериф показывает «нет», бармен отказывает обслуживать Pink, после чего она залезает на стойку, набрасывается на бармена и начинает драку.
Шериф разбивает бутылку об её голову, а потом сажает её в тюремную клетку. Pink соблазняет шерифа, тот выпускает её из клетки, а она надевает свои наручники на него. Она входит в бар, затевает новую драку, к ней присоединяется несколько других девушек (а именно Pussycat Dolls) и начинают танцевать на барной стойке. После освобождения лошадей из конюшни Pink дерется с шерифом с хлыстом и уезжает из города.
Девочка в клипе — это Келси Льюис, которая снималась в клипе Pink для Family Portrait.

## Список композиций и форматы
- Канадский/Американский Сингл

1. «Trouble»
2. «Trouble» (Hyper Radio Edit)
3. «Trouble» (Вторая Акустическая Версия)

- Международный сингл

1. «Trouble»
2. «Delerium»
3. «Free»
4. «Trouble» [Расширенный CD Клип]

## Чарты
| Чарт (2003)                              | Наивысшая позиция |
| ---------------------------------------- | ----------------- |
| Australian ARIA Singles Chart            | 8                 |
| Australian Airplay Chart                 | 2                 |
| Austrian Singles Chart                   | 5                 |
| Canadian Singles Chart                   | 2                 |
| Belgium Singles Chart                    | 32                |
| Danish Singles Chart                     | 8                 |
| Dutch Singles Chart                      | 10                |
| German Singles Chart                     | 7                 |
| Italy Singles Chart                      | 18                |
| Ireland Singles Chart                    | 7                 |
| New Zealand RIANZ Singles Chart          | 20                |
| Norway Singles Chart                     | 5                 |
| Swedish Singles Chart                    | 8                 |
| Swiss Singles Chart                      | 5                 |
| UK Singles Chart                         | 7                 |
| Американский Billboard Hot 100           | 68                |
| Американский Billboard Top 40 Mainstream | 16                |

## Сертификации
| Страна        | Сертификация | Продажи   |
| ------------- | ------------ | --------- |
| По всему миру |              | 1,700,000 |